# Steenwijkerland
Steenwijkerland  è una municipalità dei Paesi Bassi situata nella provincia di Overijssel, nell'est del Paese.
È stato costituita il 1º gennaio 2001 dalla fusione dei comuni di Steenwijk, Brederwiede e IJsselham.